# Antonio Burgos Belinchón
Antonio Burgos Belinchón   (Sevilla, 30 de maig de 1943 - Sevilla, 20 de desembre de 2023) va ser un periodista i escriptor espanyol.

## Biografia
Es va llicenciar en Filosofia i Lletres a la Universitat de Sevilla i en Filologia Romànica a la de Madrid. Va iniciar la seva trajectòria com a periodista el 1966, en ingressar al diari ABC, on havia desenvolupat pràctiques com a alumne de l'Escola Oficial de Periodisme. En aquella època va col·laborar també amb les revistes Hermano Lobo i La Codorniz, i esdevingué corresponsal a Andalusia del diari Madrid i la revista Triunfo.
Durant la dictadura franquista, com a estudiant va col·laborar en activitats del Cercle Jaime Balmes i de les Joventuts Monàrquiques, participant després com a professional en la creació dels grups democràtics CP S.A. i Aliança Socialista d'Andalusia, integrats més tard a la Junta Democràtica d'Espanya i origen del Partit Andalusista.
En 1977, ja com redactor en cap d'ABC, començà a publicar una columna diària. El 1984 va ser nomenat sotsdirector del diari, càrrec que va ocupar fins al 1990. En aquell moment es traslladà a Diario 16 i, més tard, el 1993 a El Mundo. Des de 2002 va escriure també a Hola! i a partir de setembre de 2004 va tornar i publicar una columna diària a ABC.
Des de 1983 va col·laborar a Protagonistas, el programa radiofònic de Luis del Olmo, i durant molts anys ho va fer a la tertúlia El estado de la nación, amb Alfonso Ussía, Luis Sánchez Polack i Antonio Mingote. El 1993 el format es va adaptar a televisió i Antonio Burgos es va incorporar al programa de Telecinco Este país necesita un repaso, un debat dirigit i presentat per José Luis Coll i que es va mantenir en pantalla fins al 1994.
El 9 de març de 2008 va pronunciar el pregó de la Setmana Santa de Sevilla, de la qual fou un gran apassionat i entès, encara que en nombroses ocasions l'acusà d'antisemitisme visible en la imatgeria dels passos, fet al qual era sensible a causa del seu origen jueu convers.

## Articulista controvertit
Antonio Burgos ha participat en diverses polèmiques sobre la homosexualitat. Des de diversos col·lectius LGBT va ser titllat reiterades vegades d'homòfob. A les acusacions d'homofòbia se li van sumar les de misogínia, anticatalanisme i antisocialista. Al setembre de 2009 va tornar a protagonitzar una polèmica en qualificar, en un article de to irònic, a les filles (menors d'edat) del president del govern d'Espanya José Luis Rodríguez Zapatero com a callos horrorosos i puñeteras niñas des de les pàgines d'ABC. L'article en qüestió va ser posteriorment retirat del lloc web del periòdic. Els seus atacs al president del govern en la figura de membres de la seva família van continuar a l'article «Desenjaulemos a Sonsoles» del 21 d'abril de 2010, en el qual qualificava l'activitat lírica de l'esposa del president com sus gorgoritos en el coro de la ópera i afirmava que havia de sentir-se feliç per no haver de pensar «què ha a posar per a sopar a les nenes quan tornin de l'institut». També va ser controvertit pels seus reiterats insults a algunes dones. Es va referir a Montserrat Nebrera, parlamentària del Partit Popular com a «catalana de merda», a Carme Chacón, Ministra de Defensa d'Espanya com a «animal de companyia», a Bibiana Aído, titular del Ministeri d'Igualtat d'Espanya com flamenquita d'Alcalá de los Gazules o «ministra becària», i va dir de Leire Pajín, secretària d'organització del PSOE, que té «cara de pel·lícula porno». Aquests comentaris van ser condemnats per l'Observatori de la Imatge de les Dones de l'Institut de la Dona com a vexatoris. També va atacar sovint les institucions, personalitats i cultura catalanes
El 23 de gener de 2017, davant la mort de Bimba Bosé a causa d'un càncer de mama, Antonio Burgos va realitzar una polèmica declaració a la xarxa social Twitter que va aixecar multitud de reaccions en contra seva relacionant la mort de Bimba i el laïcisme.

## Obra publicada

### Poesia
- Palabra en el vacío (1962)

### Narrativa
- El contador de sombras (1970)
- Toque de gloria, toque de agonía (1971)
- El contrabandista de pájaros, premi Ciudad de Marbella (1973)
- Las cabañuelas de agosto, premi Ateneo de Sevilla (1982).
- Las lágrimas de San Pedro (1984)
- Mirando al mar soñé (1997)
- Reloj no marques las horas (1998)
- Curro Romero, la esencia (2000).
- Jazmines en el ojal (2001)
- Juanito Valderrama: Mi España querida (2002)

### Assaig i articles
- Andalucía ¿tercer mundo? (1971).
- Folklore de las cofradías de Sevilla (1972)
- La Feria de Sevilla (1972)
- Topical Spanish (1973).
- La Romería del Rocío (1974)
- Guía secreta de Sevilla (1974)
- Libelo contra Madrid (1979)
- El Coliseo, 50 años después de la Exposición Iberoamericana (1979)
- Sevilla tuvo que ser (1980)
- Rafael de León, poemas y canciones, biografía y antología (1980).
- Las cuarenta Sevillas (1990)
- Sevilla en cien recuadros, artículos (1990)
- Discursos entre Sevilla y Cádiz (1991)
- Un millón de gracias (1993)
- Diccionario secreto de la Semana Santa (1999)
- Artículos de lujo: Sevilla en cien recuadros (2003)
- Gatos sin fronteras ensayo (2003)
- Alegatos de los gatos ensayo (2004)
- Retratos de la vieja dama: mis mejores artículos sobre Sevilla (2007)
- Rocìo, ay, mi Rocío (2007)
- Los días del gozo (2008)